# 't Er viel ne keer
't Er viel ne keer is een gedicht dat Guido Gezelle in Roeselare in 1859 schreef ter herinnering aan Beethovens septuor opus 20. 

## Vorm
Gezelle volgt hier de Hebreeuwse poëzie na, die gekenmerkt wordt door gedachterijm: veel herhaling. Elk even vers is bijna identiek en in bijna elk oneven vers komt het woord 'water' voor. Het metrum is jambisch met weinig leestekens, Ook zijn veel alliteraties en enjambementen die wel eens op het verkeerde been zetten (32 - 33) of een climax bewerkstelligen (39-40).

## Inhoud
Er kunnen drie delen onderscheiden worden, telkens gevolgd door een herhaling (met variatie) van de beginverzen. Deel 1 (tot vers 28) gaat over de versmelting van het bladje met het water, in deel 2 (29 - 40) bewegen bladje en water samen; de organische eenheid wordt bevestigd, in deel 3 krijg je na een korte beschrijving met kleuren de vereenzelviging van de dichter (zijn ziel) met het bladje. Dit maakt het tot een typisch Gezellegedicht; de natuur als vindplaats van God. Gezelle wordt één met de natuur, de natuur is vol van God, Gezelle vindt God (in de natuur): de unio mystica is een feit. Na deel 3 volgen nog vier verzen die bijna identiek zijn aan de beginverzen. 

## Publicatie
Hoewel dit gedicht gedateerd is 27 oktober in 1859, nog voor Gezelles dertigste, werd het pas in 1881 gepubliceerd in het Vlaamsch Letterkundig Album. Het werd sindsdien enkele keren gepubliceerd, al dan niet getoonzet. Men vindt het in het Verzameld dichtwerk, Deel 7, Antwerpen, 1987, blz. 63.
Gezelle hoorde het septuor in het Kleinseminarie van Roeselare, waar het werd uitgevoerd op 27 oktober, de naamdag van de heilige Leo. Het stuk, gearrangeerd voor piano en harmonium, werd uitgevoerd door Bruno Roose en Johan De Stoop